# Scheloribates multiiteratus
Scheloribates multiiteratus är en kvalsterart som beskrevs av Subías 2004. Scheloribates multiiteratus ingår i släktet Scheloribates och familjen Scheloribatidae. Inga underarter finns listade i Catalogue of Life.